# Charles de Brimeu
Charles de Brimeu (c. 1524 o 1525 – Zwolle, 7 o 9 de enero de 1572), conde de Meghem (o Megen), señor de Humbercourt, de Houndain (1549) y de Éperlecques, caballero de la Orden del Toisón de Oro (1556), gobernador del ducado de Güeldres y del condado de Zutphen (1561), gobernador de Frisia, Transisalania y Groninga (1570), fue un militar leal a la Casa de Borgoña y, como tal, a la Monarquía Hispánica.
Charles de Brimeu fue el último miembro de su familia en ser Mariscal de Brabante, ya que en 1561 vendió este cargo ceremonial y hereditario al financiero y estadista Gaspard II Schetz.

## Familia
Su padre fue Eustache, o Eustatius, de Brimeu (c. 1474-1515), caído en la batalla de Marignano (septiembre de 1515).
Su madre fue Barbara van Hille y Éperlecques (c. 1500 - 1544), a veces aparece como de Hilles, hija del Francisco, o Frans, barón de Hilles y conde de Thaur; y de Margarita, o Margaretha, hija bastarda del emperador Maximiliano I de Habsburgo, emperador de Alemania.
Tuvo un hermano, de nombre Georges de Brimeu (1524-1571), señor de Quinry, cuya hija Marie (1550-1605) heredó todos los títulos de su tío cuando éste falleció en 1572, ya que Charles de Brimeu nunca casó, y no tuvo descendencia.

## Biografía
Tras una disputa con su madre viuda, y al amparo de la gobernadora de los Países Bajos, la reina viuda María de Hungría (hermana de Carlos V), recibe el título de conde de Megham (11/07/1545) con apenas 20 años de edad.
De joven sirvió en los ejércitos imperiales de Carlos V durante la última etapa de las Guerras Italianas (1494-1559). Ya como general, luchó contra los franceses en Palmas, isla de Cerdeña (1553). En 1554 se le nombró superintendente de Thionville, desde donde apoyó enérgicamente las acciones de Maarten van Rossum contra los franceses en la zona de Artois,  Île-de-France, Champagne y Lorena, cuando Charles tomo y destruyó el castillo de Cutange  (Lorena) en 1554 pero, debido a una epidemia de peste presente en la zona de Lorena y Modela que le contagió a él y su ejército, y que incluso mató a Maarten van Rossum en 1555, se ausentó del resto de la campaña.
Es nombrado Caballero de la Orden del Toisón de Oro (27/01/1556).
Es nombrado Coronel al mando de 15 compañías de infantería, recibió del emperador Carlos V el gobierno de Luxemburgo (01/12/1556), el cual quedó vacante tras la muerte de Maarten van Rossum. Ocupó este cargo hasta el 22/11/1558.
Tras la muerte de Charles II, conde de Lalaing, en 1558, y a propuesta Antoine Perrenot, señor de Granvela (presidente del Consejo de Estado en Flandes desde 1555, pero virtual gobernante de los Países Bajos, y que sería nombrado cardenal en 1561) fue nombrado lugarteniente y capitán General de Henao.
Más tarde (1561), por recomendación de la gobernadora de los Países Bajos Margarita de Parma, Felipe II le nombró alcalde de Güeldres (uno de los puestos más importantes y codiciados junto a la gobernación de Holanda y la de Henao) y gobernador del condado de Zutphen en sustitución de Felipe de Montmorency (conde de Horn o Horne, actual Limburgo). 
Durante los años previos a la sublevación de los rebeldes neerlandeses, jugó un papel importante: En un principio apoyó a los rebeldes en contra la política autoritaria regalista y del agresivo catolicismo flamenco del cardenal Granvela, estando así de acuerdo con Luis de Nassau, Lamoral (conde de Egmont), y Felipe de Montmorency (conde de Horne o Horn), cuando éstos anunciaron abiertamente su oposición al gobernador de los Países Bajos en el tema de la implantación de La Inquisición en Flandes (mayo de 1562), asistiendo a la Dieta de Fráncfort para la coronación de Maximiliano II como Rey de Romanos (14-30/11/1562), futuro Emperador que no disimulaba su tolerancia por los luteranos. Sin embargo, cuando Charles de Brimeu se percató de las verdaderas intenciones del Príncipe de Orange y los condes, volvió rápidamente a las órdenes de Margarita de Parma (gobernadora de los Países Bajos). Esta lealtad a la Monarquía Hispánica y al duque de Borgoña nunca fue perdonada por los herejes, siendo blanco de todo tipo de calumnias e insultos por parte de ellos que, sin demostración alguna, eran infundados (como, por ejemplo, una extorsión al obispado de Lieja).
Su lealtad tampoco hizo que desistiera en su oposición a implantar la Inquisición en Flandes, y a las políticas contra otras religiones que no fuesen la católica. Esta actitud ha originado que en la historiografía de las actuales Bélgica y Países Bajos aparezca como un personaje algo ambiguo incluso egoísta con respecto a la causa rebelde.
Tras la firma del Compromiso de Breda (1566), y la negativa de Felipe II a las exigencias rebeldes, las primeras revueltas aparecen. A tal efecto, al conde de Meghem se le encomendó la tarea de dirigirse a Amberes a intentar calmar los ánimos de los rebeldes (protestantes y algunos católicos disconformes), o bien estudiar la forma de detener la Reforma por aquellas tierras. A pesar de sus intenciones, y de sus ofrecimientos de protección, lo magistrados de la ciudad no le hicieron caso, provocando incluso un motín en la ciudad, por lo que tuvo que huir, pensado que le podría pasar lo mismo que a su abuelo Guy de Brimeu, que fue decapitado por el gentío de Gante en 1477 en una revuelta flamenca contra la Casa de Borgoña.
Tras las primeras revueltas populares (Beeldenstorm), que comenzaron en agosto de 1566, Charles de Brimeu recibió las órdenes de reunir un regimiento de infantería con soldados bajo-alemanes, saliendo en persecución de Enrique, conde de Bréderode, firmante del Compromiso de Breda, que había conseguido juntar un pequeño ejército de 4000-5000 hombres, donde obligó a los rebeldes a abandonar Medemblik y Vianen (Utrecht), y hostigando Bolduque. Tras el apoyo de los Tercios españoles del duque de Alba a las tropas de Juan de Ligne, (conde de Aranberg) y de Felipe de Noircarmes, se fustraron todos los planes iniciales de los rebeldes (1568). Ese mismo año, cabecillas católicos, pero que apoyaron a los herejes, como Enrique, conde de Bréderode, muere exiliado en Alemania, y Lamoral (conde de Egmont), Felipe de Montmorency (conde de Horne/Horn), y su hermano Floris de Montmorency (barón de Montigny) fueron ejecutados en Bruselas.
El conde de Meghem puso Groninga y todas las ciudades de Zelanda y Holanda bajo la autoridad de los Países Bajos españoles. También sometió la provincia de Güeldres, ejecutando a los miembros rebeldes de su gobierno sin juicio previo.
Sus servicios y lealtad fueron recompensados con varios favores, en particular el puesto de Maestre de campo y capitán General de artillería, cargo que aceptó con la condición de obtener el cargo de gobernador del ducado de Güeldres, lo que Felipe II aceptó a regañadientes tras las fuertes recomendaciones de su hermanastra, la gobernadora de los Países Bajos Margarita de Parma.
De otro lado, cuando el duque de Alba fue nombrado gobernador de los Países Bajos (1567), concedió tanto al conde de Meghem como al duque de Arenberg el mando de las tropas de campaña. Así, el conde de Meghem participó directamente en todas las expediciones que los Tercios españoles y sus aliados emprendieron contra los rebeldes herejes.
Desafortunadamente, no pudo llegar al campo de batalla de Heiligerlee (25/05/1568) a tiempo para rescatar a su colega el duque de Arenberg y al meastre de Campo Gonzalo de Bracamonte (Tercio de Cerdeña), cuando este último desentendiéndose de las órdenes procedió al ataque, provocando la gran primera derrota de los Tercios españoles en la historia. No obstante, si consiguió reunir rápidamente los restos del Tercio de Cerdeña y otras tropas alemanas leales e impedir la toma de Groninga, que fue sitiada, y así forzar la huida de los rebeldes hacía Frisia Oriental. Más tarde, junto a lo mejor de los tercios viejos españoles de Sicilia, Cerdeña, Lombardía y Nápoles (con Julián Romero, Gonzalo de Bracamonte, Alonso de Ulloa, y Sancho de Londoño) y otras tropas valonas, alemanas y caballería enviadas por el duque de Alba, participa en el ataque que derrotó a Luis de Nassau en la batalla de Jemmingen (21/07/1568), recuperando lo perdido en la batalla de Heiligerlee dos meses antes. La batalla de Jemmingen se considera la primera acción bélica de la guerra de los Ochenta Años.
También participó en las siguientes operaciones del duque de Alba que llevaron a la huida y dispersión de las tropas rebeldes del príncipe de Orange tras la batalla de Jodoigne o Acción del río Gete (1568).

## Fallecimiento
En 1570, el conde de Megham abandona la gobernación del ducado de Güeldres para pasar a ocupar el puesto de gobernador de Frisia, Transisalania (Overijseel) y Groninga, donde residió hasta su muerte en la ciudad de Zwolle (08/01/1572). Su muerte, con tan solo 46-47 años de edad, se achaca a las heridas que sufrió durante el sitio de la ciudad de Groninga (justo después de la de batalla de Heiligerlee), dos años y medio antes.
Existe una pintura con un retrato suyo en el Museo Nacional de Breslavia.
A mediados del siglo XX se descubrió su tumba en la iglesia de San Servacio (St. Servatiuskerk) en Meghem (Megen, Brabante Septentrional o del Norte, actuales Países Bajos), donde se erigió una estatua en su honor, realizada por Frans Donders, un escultor local de la zona de Bolduque ('s-Hertogenbosch). Unos años más tarde, la estatua fue trasladada a la plaza del casco antiguo (Plaza del conde Brimeu, o en neerlandés: Graaf de Brimeuplein) donde se localiza el antiguo ayuntamiento de la ciudad.
A diferencia de las poblaciones de alrededor de Meghem (Megen), la población de esta ciudad es mayoritariamente católica, por lo que consideran la figura de conde como un héroe local.